# Rue Ruinart-de-Brimont
La rue Ruinart-de-Brimont est une voie de la commune de Reims, située au sein du département de la Marne, en région Grand Est.

## Situation et accès
La rue dépend administrativement au quartier Jean-Jaurès

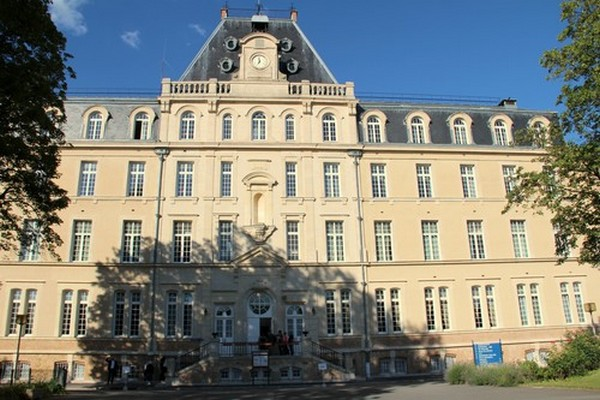
Le lycée Jean-Jaurès.

La partie est de la rue longe le lycée Jean-Jaurès de Reims.

## Origine du nom
Elle rend hommage à l'ancien maire de Reims Irénée Ruinart de Brimont (1770-1850).

## Historique
Elle prend sa dénomination actuelle en 1867.